# 東大寺不空羂索観音立像

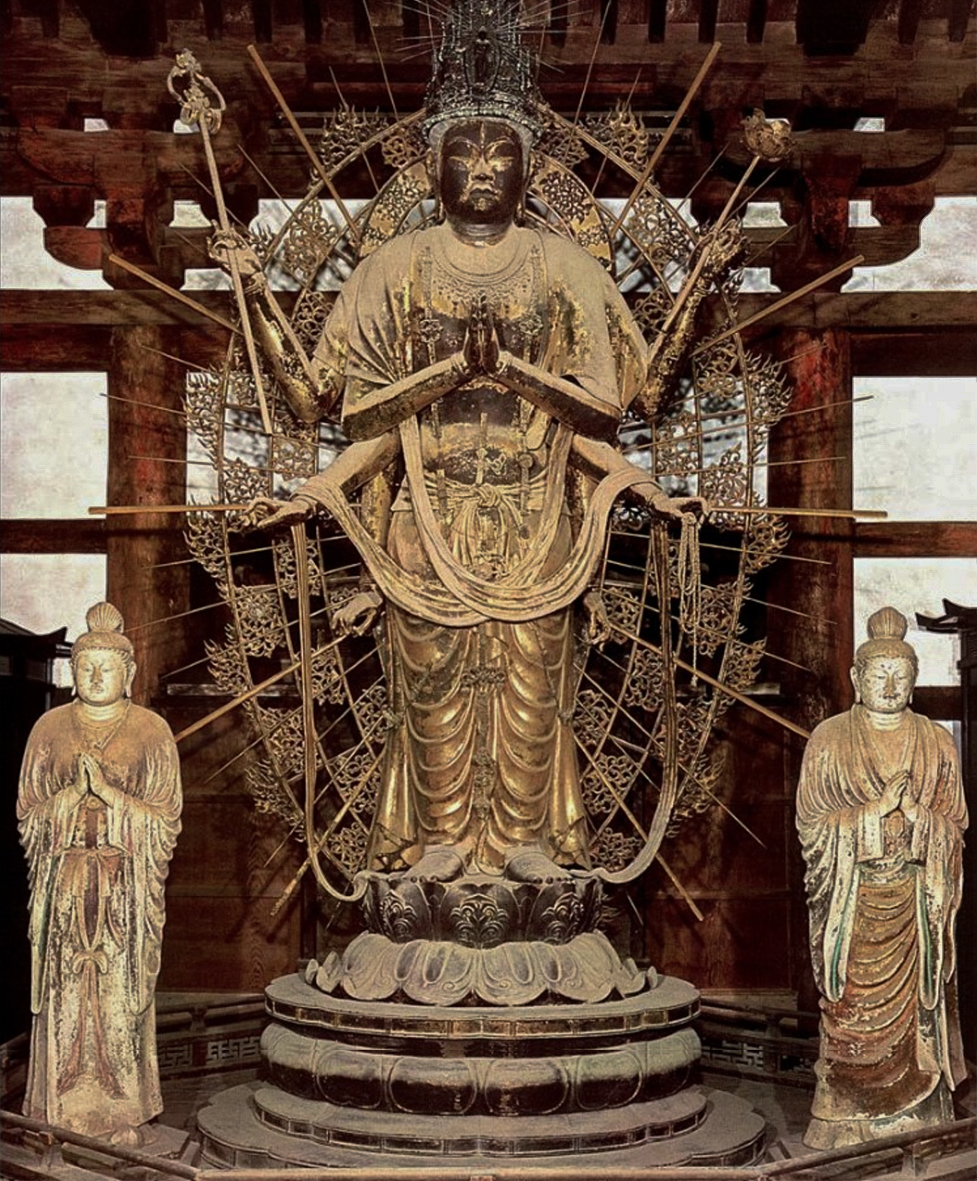
不空羂索観音像（中央）と伝・日光菩薩像（向かって右）、伝・月光菩薩像（向かって左）。日光・月光像は2011年に東大寺ミュージアムに移動。

東大寺不空羂索観音立像（とうだいじふくうけんさくかんのんりゅうぞう）は奈良県奈良市の東大寺法華堂（三月堂）にある不空羂索観音像で、同法華堂の本尊である。奈良時代（天平期）を代表する脱活乾漆造の仏像として、1952年（昭和27年）3月に国宝に指定された（指定名称は「乾漆不空羂索観音立像（法華堂安置）」）。頭上の宝冠は約1万1千個におよぶヒスイなどの玉類で飾られている。

## 不空羂索観音
『不空羂索神変真言経』30巻が8世紀初頭の唐で漢訳され、信仰がはじまる。
「羂索」は漁猟の網で、獲物を漏らさない（＝不空）ことが、衆生を漏らさず救済する意味に転ずる。無病息災、財産守護などの20種類にのぼる利益があると伝わり、その利益は十一面観音に倍増するという。不空羂索観音は、変化観音の中では十一面観音に次いで成立したものとされる。
一面四臂、三面六臂、十面十八臂などに表れるが、日本では一面八臂が多い。これは大自在天（ヒンドゥー教のシヴァ神）からの援用とされる。
日本では8世紀ごろから造像が始まったが、国の乱れている時期にこの観音に祈れば平和になるといい、「鎮護国家」が重要視された奈良時代にその信仰が流行した。法華堂以外では、興福寺南円堂（康慶一門作）、広隆寺、観世音寺等の像があるが、天平期造像の本像は、現存最古の作例である。

## 東大寺法華堂の不空羂索観音立像
法華堂内陣中央に八角二重の基壇が設けられ、そこに不空羂索観音立像が安置される。「鹿皮観音」（ろくひかんのん）とも呼ばれる。
像高は362センチメートル、脱活乾漆造、頭髪は群青彩、全面は漆箔仕上げで金色を帯び、三目八臂（さんもくはっぴ）、頭上には銀製の宝冠（高さ88センチメートル）を戴いている。眉間には白毫として水晶がはめ込まれ、額にある3番目の眼は縦に開く。目鼻立ちは均整がとれていて、威厳ある表情を造り上げている。立像の表情について、しばしば「沈鬱」、（密教像特有の）「かげり」があるとの形容が見られるが、田中義恭は「むしろ堂内の薄暗い雰囲気や金箔の剥落のぐあいによって、かもしだされたものではないであろうか」と記述している。
8本の腕のうち、2手は与願印を結び、胸前で合掌する左右の手の間に水晶の宝珠（如意宝珠）を潜ませている。その他の4手は、羂索、蓮華、錫杖などの持物をとる。江里康慧は、本像を脱活乾漆造としては、現存する最古の脱活乾漆像と見なすが、金森遵は、本尊より像高が勝る点、及び肉付けが平板な点から、法華堂梵天・帝釈天両像の方が古いとする。
内部は1本の心木が像の頭頂部まで達し、体勢を支えているものと推定される。左肩からは鹿皮を表現した乾漆製の衣が臂にかかり、右肩口からは乾漆製の天衣（てんね）が垂下している。鹿皮と天衣は、異なる材質を表現しようとする工夫がみられ、像に着せるように装着される。胸飾りと瓔珞も乾漆製である。
光背は蓮弁形で多数の光条を備え、放射状の光を表現する。この光背は本来あるべき位置より下方に取り付けられているが、他に類例のない意匠である。『正倉院文書』の記載によれば747年（天平19年）に光背の台座制作に関する記録があり、その時期に光背の台座が製作されたと推定される。
保存状態は良好で、光背・像とも破損した部分は少ない。ただし上述のように、光背を下げて取り付けられているほか、右腕から垂下する天衣や持ち物の一部などが後補である。
制作年代について、『正倉院文書』などから、749年（天平勝宝元年）を下らないとされるが、2011年（平成23年）、奈良文化財研究所の光谷拓実が年輪年代調査で法華堂の部材を調べたところ、須弥壇が729年ないし730年（神亀6年、天平元年-2年）、屋根を支える部材が730年ないし731年（天平2-3年）との結果が得られた。
1134年（長承3年）にまとめられた『東大寺要録』（以下、『要録』とする。）には
と、733年（天平5年）に法華堂が立てられ、本尊が安置されたとあるが、『要録』は後世の編纂ということもあり、その記述を疑問視する声もあった。しかし、年輪年代測定の結果により『要録』の記述が現実味を帯びることとなった。
作者について田中英道は、様式などから、国中連公麻呂とする。それに対して、根立研介は、正倉院文書などから、公麻呂は制作者でなく、官吏であるとする。浅井和春は、「様式」を最優先して作者を定める田中の手法を「独断」と呼べるとする。辻惟雄は、田中論への反論に対し、「強引な論旨に反発も強いが、古代彫刻における作者の個性の問題に一石を投じかけるものだろう」と纏める。
像の制作発端として、東大寺毘盧遮那仏建立に対する障害を抑え込むために、強い呪力を持つ不空羂索観音を造立したという説や、藤原広嗣の乱（740年・天平12年）の平定祈願の為という浅井和春の説がある。

## 宝冠

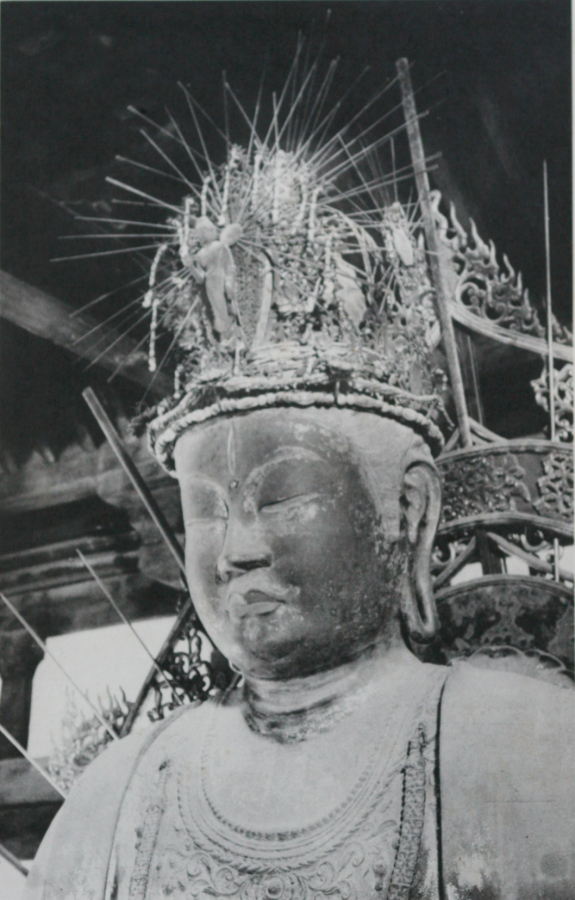
不空羂索観音像頭部

頭上にある宝冠は銀製鍍金で、高さは88センチメートルあり、ガラス玉、ヒスイ、琥珀、真珠、水晶などの貴石で荘厳されている。。重さは約11キログラムあり、冠の正面中央には銀製の阿弥陀如来化仏を付け、そこから光条が広がっている。全体が籠を組んだように見える形状であり、「籠組式宝冠」と表現される。周囲を銀の板と銀金具（唐草模様が透かし彫りにされている）で飾っている。この冠はその豪華さから「世界三大宝冠」の1つに数えられている。1900年（明治33年）、法華堂内に櫓を組んで熟覧したところ、2万6・7000個の玉類があると数えられたが、2012-13年に像から外された宝冠を撮影調査したところ、現存数1万1千個弱とされた。
坂詰秀一は宝冠について「それに華美な装飾を施すという例はほかにありません」と発言した。森浩一も金の冠や金銅の冠は朝鮮半島南部（新羅、伽耶）と日本の古墳から発見されているが、日本の古墳から見つかる冠には玉（特に勾玉など）をぶら下げる例は見られないとした。逆に新羅や伽耶の古墳から出る支配者層の冠には、多くの勾玉をぶら下げている。日本の古墳にヒスイが副葬されなくなった時期に、不空羂索観音像の宝冠が登場してきている。坂詰は宝冠に飾られたヒスイ製勾玉はすべて伝世品と考え、「個人で勾玉が必要なくなったのではないか」と述べた。坂詰は古来からこの件についての解釈がいろいろあることを紹介し、彼自身の考えとして東大寺の大仏を造立した聖武天皇と光明皇后の力が大きいと述べている。坂詰は立像についても「新羅の影響を受けている」点を指摘し、李殷昌（暁星女子大学校名誉教授、韓国文化部文化財専門委員）は宝冠の写真を見た上で「新羅の系統」と発言した。
日本では縄文時代前期後葉（約7000年前）からヒスイの利用が始まり、やがて威信財として尊ばれるようになった。しかし、原産地である糸魚川では、古墳時代（6世紀初頭）にヒスイ製の勾玉づくりが終了した。この宝冠は、日本での最後のヒスイ使用例となる。

## 宝冠盗難事件
この宝冠は、1937年（昭和12年）2月12日に盗難被害に遭った。盗まれたのは宝冠そのものではなく、中心にある銀製の化仏と一部の宝玉だった。東大寺側はしばらくの間盗難被害に気づかず、事件が発覚したのは同年3月7日になってからであった。
発覚した3月7日は、修二会（お水取り）の行法期間であった。翌3月8日に奈良県警立会いのもとでとび職の助けを借りて立像から宝冠を取り外し、被害状況を調査することになった。調査自体は3月9日に行われ、盗難届の提出は3月10日のことであった。
同年3月11日の大阪毎日新聞は「奈良三月堂の怪！国宝本尊、宝冠の阿弥陀像盗まる」という見出しで事件を報じた。大阪朝日新聞も事件を同じく大きく報じた。3月15日に修二会の行法が終わり、同月19日には事件に関する東大寺塔頭の住職会議が開かれた。その後事件は膠着状態に陥った。
発生後半年ほど経過した11月7日に、「鳥井」と名乗る人物から「盗難宝物の所在を知っている」という手紙が届いた。「鳥井」は「返還の労をとる」という名目で当時の金額で500円の謝礼を求め、手付金として100円を要求してきた。「鳥井」は大阪市北区に住む戊という男の偽名であった。当時東大寺の庶務執事を務めていた筒井英俊は、1月14日に東京に行き、戊を伴って16日の朝に東大寺へ戻った。筒井には刑事課長の尾行がついていて、戊は17日に逮捕された。しかし取り調べの結果、戊は宝冠盗難事件に乗じて詐欺を計画したことがわかり、事件の解決にはつながらなかった。
次に動きがあったのは、1941年（昭和16年）夏のことであった。その年の8月10日、法華堂の前にある池の中から盗まれた化仏に似た仏像が見つかった。調査の結果、この仏像はアンチモニー製の量産品であり、近畿や九州に広く流通したものと判明した。
その後盗品の行方はなかなかわからず、時効が迫りつつあった。事件が展開したのは、1943年（昭和18年）8月に入ってからである。政治家の田万清臣のもとに、盗品の一部（蓮座の芯）が持ち込まれた。田万は東大寺の管長と親しかったため、これが盗難に遭った宝冠の一部ではないかと察して東大寺に連絡を取り、警察とも連携して犯人の逮捕と盗品の回収に成功した。
田万のところに盗品を持ち込んだのは、泉大津市に住む丙（当時69歳）という男だった。田万は丙に対して「今年は廬舎那仏御発願1200年」だから盗品を東大寺に納めるように説得し、丙もそれに応じた。9月14日、丙は田万の自宅で化仏を東大寺の清水管長に見せ、清水もそれが化仏に間違いないと確認した。翌日筒井は丙を伴って大阪電気軌道（現在の近畿日本鉄道）の上六駅から電車に乗った。2人が電車に乗ったところを見計らい、尾行の刑事が車中の臨検を始めた。臨検はヤミ米を持っている乗客が多かったために難航したが、生駒トンネルの中で丙の尋問に成功した。刑事が丙のカバンの中身を質問したところ、丙も筒井も答えることができなかったため、刑事は2人を生駒駅で下車させてそのまま生駒警察署に連行した。
丙は当日夜10時ごろ、犯行について自供した。丙は盗品をミカン箱にしまい、自宅の押し入れに隠し続けていた。ところが、事件解決の年の夏に丙の妻が盗品の隠してある押し入れの前で「しんどい、しんどい」と言いながら横になって、そのまま死亡した。丙はこの事態を目の当たりにして仏罰が恐ろしくなり、盗品を返そうと思ったという。
丙の供述により、事件の全貌が判明した。丙は1937年（昭和12年）2月14日に丁という男から盗品を手に入れた。丁から「法華堂の盗品があるので捌いてほしい」と依頼され、これを一儲けの好機と考えた丙は買取を条件として預かることにした。ただし、主犯は丁ではなく、甲という男だった。甲は1937年（昭和12年）2月12日、共犯となった甥の乙とともに午後7時ごろ奈良に赴いた。深夜になると2人は小雨の降る中を法華堂に向かい、午後11時ごろに現場に着いた。乙が見張りに立ち、甲が法華堂に侵入して宝冠を窃取した。2人は翌日早朝大阪に戻り、それから丁に盗品の処分を依頼した。
事件解決の際、主犯の甲は既に死去していた。死去は事件発生の年の10月ごろで、犯行の後に別件で逮捕されて神戸刑務所に服役していたが腸結核にり患し、仮出獄後間もなくの時期であった。共犯の乙は広島の西部第七部隊に入隊していたが、軍法会議に掛けられて懲役刑を受けた。丁は懲役4年、罰金500円、丙は懲役2年、罰金300円の判決を受けた。
宝冠の修理は、1947年（昭和22年）から始まった。この年6月に東京国立博物館に寄託され、1949年（昭和24年）1月から作業が開始された。同年7月ごろに完成をみた宝冠が東大寺への帰還を果たしたのは、1950年（昭和25年）10月26日になってからであった。宝冠は1952年（昭和27年）8月2日から24日まで日本橋高島屋を会場として行われた「大仏開眼千二百年記念東大寺名宝展」に貸し出され、その後15年ぶりに不空羂索観音像の頭上に戻されている。

## 評価
金子良運は、不空羂索観音の作例について「現存する作例では絵画彫刻ともに三目十一面八臂に優れたものが多い」と指摘している。金子はその代表として東大寺の不空羂索観音立像を取り上げた。
そして、この立像は天平期に造られた仏像彫刻の代表的存在として高い評価を受けている。像だけではなく、宝冠や化仏、光背や須弥壇の高欄なども美術史上において重要な存在である。
この立像は、合掌する両腕の力強さや頭部にみられる引き締まった表現などが、造像時期である天平盛期の造形的な理想をよく表現している。顔貌は力強さと美しさをあわせ持ち、亀井勝一郎は「受難の相貌」と表現した。亀井のこの表現に対して、町田甲一は像の凛々しい表情や口元の緊張感などから「意志的な顔」と評している。
宝冠については、火炎宝珠などは後代の補修であるが、金属部分の大半に高価な銀を使用し、さらに真珠やヒスイ、メノウなどの宝玉を多数使用して制作された宝冠は、立像の頭上で常時高い位置に据えられていることを考慮の上で念入りな荘厳がなされている。唐草模様が透かし彫りにされた銀金具の精緻さなどは、天平期の工芸技術の高さを明確に示している。
阪田宗彦は宝冠について「仏教公伝後約二百年を経て成熟した天平美術の粋を直截的に示す貴重な遺品である」と述べる。金子は宝冠の装飾について工芸技術の高水準を認めつつ「むしろ『不空羂索観音陀羅尼自在王呪経』巻上成就画像幀法に記されている不空羂索観音の荘厳を忠実に表現した結果と見るべきである」と指摘した。